# Арлингтонское кладбище (станция метро)
Арлингтонское кладбище (англ. Arlington Cemetery) — наземная (полуоткрытая, расположена под путепроводом) станция Вашингтонгского метро на Синей линии. Она представлена двумя боковыми платформами. Станция обслуживается Washington Metropolitan Area Transit Authority. Расположена у американского военного Арлингтонского национального кладбища в округе Арлингтон. Кроме того поблизости к станции расположены такие достопримечательности, занесённые в национальные реестры исторических мест и мемориалов: особняк Arlington House (The Robert E. Lee Memorial), мост Arlington Memorial Bridge, Мемориал Линкольну, мемориал Women in Military Service for America Memorial. Станция отличается уникальностью дизайна: она чуть ниже уровня земли и расположена под мостом улицы Memorial Drive. У станции отсутствует общественная парковка, за исключением расположенной на кладбище, предназначенной только для посетителей. Это единственная станция, которая закрывается раньше всех среди системы метрополитена: закрывает в 19 часов в период октябрь—март и в 22 часа в период апрель—сентябрь. Пассажиропоток — 1.167 млн. (на 2007 год).
Станция была открыта 1 июля 1977 года.
Открытие станции было совмещено с завершением строительства ж/д линии длиной 19,0 км, соединяющей Национальный аэропорт и РФК Стэдиум и открытием станций Вашингтонский национальный аэропорт имени Рональда Рейгана, Истерн-Маркет, Кристал-сити, Кэпитал-Саут, Л'Энфант плаза, Мак-Фёрсон-сквер, Пентагон, Пентагон-сити, Потомак-авеню, Росслин, Смитсониан, Стэдиум-Армэри, Фаррагут-Уэст, Федерал-Сентер Саут-Уэст, Федерал-Триэнгл и Фогги-Боттом — ДВЮ.